# Meroglossa diversipuncta
Meroglossa diversipuncta är en biart som först beskrevs av Cockerell 1909.  Meroglossa diversipuncta ingår i släktet Meroglossa och familjen korttungebin. Inga underarter finns listade i Catalogue of Life.

## Bildgalleri

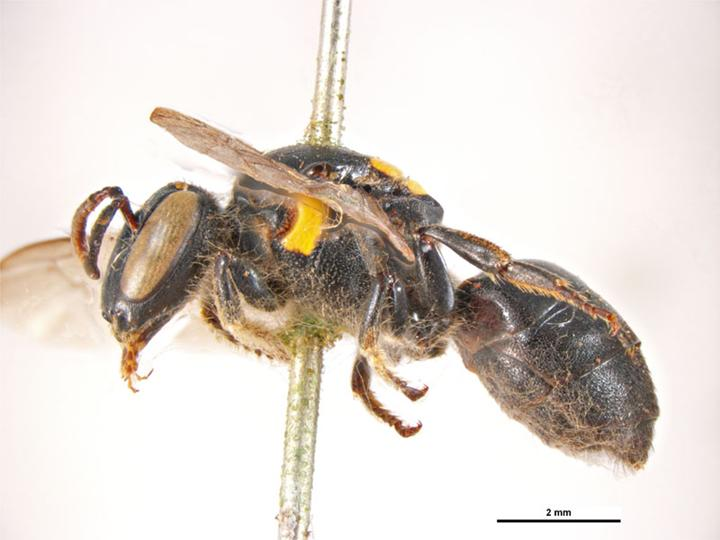